# Officersmässen Trianon

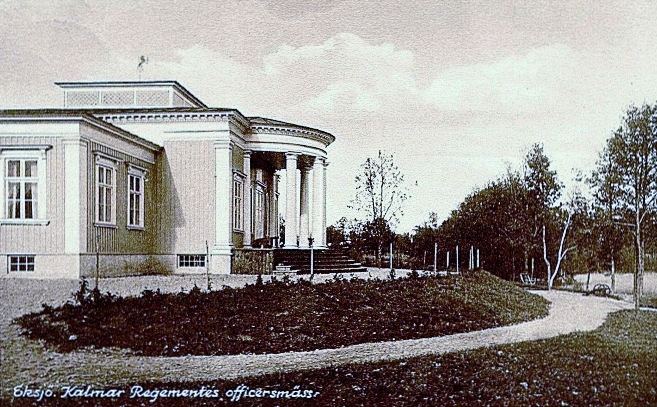
Officersmässen i Eksjö

Officersmässen Trianon eller bara Trianon är en officersmäss för militärpersonal vid Eksjö garnison i Eksjö. 

## Historik
Garnisonen är en av världens äldsta, som fortfarande är i bruk. Unikt för mässen är även att den flyttats vid tre tillfällen och följt med sitt regemente. Mässen uppfördes i Mariannelund år 1792, och flyttades första gången år 1796 till Hultsfred. År 1841 ombyggd till Trianon. År 1921 flyttades byggnaden till Eksjö, varvid före detta chefs- och officerspaviljongerna sammanbyggdes.
Till en början tillhörde mässen Kalmar regemente (I 21). Efter att Kalmar regemente upplöstes den 31 december 1927, övergick förvaltningen av mässen till det nybildade Jönköpings-Kalmar regemente (I 12), som 1948 antog namnet Norra Smålands regemente (I 12). I samband med att Norra Smålands regemente samlokaliserades 1994 med Göta ingenjörregemente (Ing 2), kom den även att bli tillgänglig för övrig militärpersonal inom garnisonen. Från den 1 juli 2000 förvaltas mässen av Mässföreningen i Eksjö garnison.